# Mijake Dzsiró
Mijake Dzsiró (1900. k. – 1984. november 30.) japán válogatott labdarúgó.

## A válogatottban
1925 májusában, amikor Miyake a Kansai Egyetem hallgatója volt, beválasztották a japán válogatott keretébe az 1925-ös Távol-Keleti Játékokra, amelyet Manilában rendeztek meg. A tornán 1925. május 17-én mutatkozott be a Fülöp-szigetek elleni mérkőzésen. Május 20-án pályára lépett a tajvani válogatott ellen is. Japán mindkét mérkőzését elveszítette (0–4 a Fülöp-szigetek, 0–2 a Kínai Köztársaság ellen).

## Visszavonulás után
A Kansai Egyetem elvégzése után 1926-ban Miyake az Aszahi Sinbun szerkesztőségéhez csatlakozott.
1984. november 30-án hunyt el tüdőgyulladásban, 83 éves korában.

## Statisztika
| Japán válogatott | Japán válogatott | Japán válogatott |
| Év               | Mérk.            | gól              |
| ---------------- | ---------------- | ---------------- |
| 1925             | 2                | 0                |
| Összesen         | 2                | 0                |